# Абудархам, Рами
 Ра́ми Абуда́рхам (ивр. רמי אבודרהם‎; род. 4 июня 1975, Гиват-Авни, Израиль) — бригадный генерал Армии обороны Израиля, нынешний начальник штаба и глава Отдела планирования Командования сухопутных войск, предназначенный вступить на пост главы Управления технологии и логистики Генштаба Армии обороны Израиля.

## Биография

### Семья и ранние годы
Рами Абудархам родился в общинном поселении Гиват-Авни в Нижней Галилее, Израиль, в семье Йешаяху и Даниэлы Абудархам.
Вырос в Тверии, учился в средней школе-иешиве.

### Военная карьера
В 1993 году был призван на службу в Армии обороны Израиля, начал службу в 405-м дивизионе «Намер» артиллерийской бригады «Голан». Прошёл офицерские курсы и вернулся на службу в дивизионе. В 1996 году в ходе операции «Гроздья гнева» командовал артиллерийской батареей в южном Ливане. Затем исполнял различные должности в артиллерийских войсках и окончил учёбу в Колледже полевого и штабного командного состава.
С 2007 по 2009 год командовал 405-м дивизионом «Намер», а с 2009 по 2011 год возглавлял учебную артиллеристскую базу (ивр. בא"ח תותחנים‎) в учебном лагере Шивта. С 2011 по 2013 год комадовал спецподразделением «Моран», на вооружении которого состоят противотанковые ракетные комплексы «Спайк» (на иврите «Тамуз» — ивр. תמוז‎).
В 2013 году был повышен в звании до полковника (алуф-мишне) и назначен командиром центра огневой поддержки дивизии «Ха-Башан», одновременно командуя резервной артиллерийской бригадой «Кидон». В 2015 году возглавил артиллеристский учебный лагерь Шивта и провёл реформу в структуре лагеря, основывая на базе действующей в нём Школы артиллерии функционирующую артиллерийскую бригаду «Шалхевет ха-Эш» под командованием командира лагеря. Исполнял эту должность до 2017 года, а с 2017 по 2019 год служил главой Департамента планирования и организации в Командовании сухопутных войск.
В 2019 году был повышен в звании до бригадного генерала (тат-алуф) и вступил на должность начальника штаба Центрального военного округа, оставался на этой должности до 2022 года.
10 августа 2022 года вступил на пост главы Технологического отдела сухопутных войск Управления технологии и логистики Генштаба Армии обороны Израиля. Исполнял эту должность до 2024 года, а в 2024 году был назначен начальником штаба и главой Отдела планирования Командования сухопутных войск.
15 июля 2025 года министр обороны Исраэль Кац утвердил рекомендацию Начальника Генштаба генерал-лейтенанта Эяля Замира повысить Абудархама в звании до генерал-майора и назначить его в ближайшие месяцы главой Управления технологии и логистики Генштаба Армии обороны Израиля.

### Образование и личная жизнь
За время военной службы Абудархам завершил учёбу в Межвойсковом колледже полевого и штабного командного состава, а также получил две степени бакалавра Ариэльского университета (в области промышленной инженерии и управления (с отличием) и в области экономики и делового администрирования) и степень магистра Хайфского университета (в области национальной безопасности) в рамках обучения в Колледже национальной безопасности. Также завершил обучение в Гарвардском университете по программе Фонда Векснера по государственному управлению.
Женат на Лирон Абудархам, отец троих детей. Проживает в Герцлии.